# 盧卡·瓦尼
盧卡·瓦尼（義大利語：Luca Vanni；1985年6月4日—）是一位意大利網球運動員。他現在主要參加ATP挑戰賽的賽事。2012年7月9日，他達到了自己的ATP單打世界排名最高的第204位。